# Premios Obie
Los premios Obie o premios de Teatro Off-Broadway son una ceremonia anual de premios organizada originalmente por el diario The Village Voice en reconocimiento a los artistras y agrupaciones de teatro de la ciudad de Nueva York. En septiembre de 2014 la American Theatre Wing empezó a encargarse de su organización. Mientras los Premios Tony dan reconocimiento a las producciones teatrales del circuito de Broadway, los Premios Obie se especializan en las demás producciones realizadas en la ciudad y sus alrededores. La edición número 65 de los premios, llevada a cabo en 2020, fue la primera que no contó con una ceremonia presencial y fue transmitida vía YouTube.

## Categorías
- Premio Obie a la interpretación distinguida de una actriz
- Premio Obie a la interpretación distinguida de un actor
- Premio Obie a la interpretación destacada de un grupo
- Premio a los logros sostenidos
- Premio a la mejor obra nueva de teatro estadounidense
- Premio a la dramaturgia
- Premio al diseño
- Menciones especiales
- Becas Obie
- Premio Ross Wetzsteon

Fuente: